# Pallar inte med...
Pallar inte med... är Åtta Bier Ti Min Fars andra CD och släpptes 1993 på bandets eget bolag Raka Puckar Records. Åtta Bier Ti Min Fars allra första skiva, Guppy-EPn från 1989 finns med som bonusspår sist på CDn.

## Låtar på albumet
| Nr  | Titel                                    |                              |
| --- | ---------------------------------------- | ---------------------------- |
| 1.  | Att handla i frukaffär                   |                              |
| 2.  | Pågarna är bra                           |                              |
| 3.  | Livet är en fjärrkontroll                |                              |
| 4.  | Från krog till krog                      |                              |
| 5.  | Å me gensaren                            |                              |
| 6.  | På väg till jobbet                       |                              |
| 7.  | Bankomaten                               |                              |
| 8.  | Ha den äran                              |                              |
| 9.  | Ja vill inte ha                          | Cover på Problems monsterhit |
| 10. | Frivolter                                |                              |
| 11. | Hamnkiosken                              |                              |
| 12. | En överfet helg                          |                              |
| 13. | Fallskärmsavtalet                        |                              |
| 14. | Pengar                                   | Bonus från Guppy-EPn         |
| 15. | Freestajlradioapparat                    | Bonus från Guppy-EPn         |
| 16. | Jag vill hellre va en guppy än en yuppie | Bonus från Guppy-EPn         |
| 17. | Den gode, den onde och den fulle         | Bonus från Guppy-EPn         |